# Fluocinolone
Fluocinolone là một glucocorticoid corticosteroid tổng hợp không bao giờ được bán trên thị trường. Ngược lại, acetonide cyclic ketal của fluocinolone, fluocinolone acetonide, đã được bán trên thị trường.